# NGC 327
NGC 327 ist eine Balken-Spiralgalaxie vom Hubble-Typ SBc im Sternbild Walfisch südlich der Ekliptik. Sie ist schätzungsweise 248 Millionen Lichtjahre von der Milchstraße entfernt und hat einen Durchmesser von etwa 110.000 Lichtjahren. Gemeinsam mit NGC 329 bildet sie das gravitativ gebundene Galaxienpaar Holm 30 und zusammen mit NGC 325 vermutlich ein interagierendes Trio.
Im selben Himmelsareal befindet sich weiterhin u. a. die Galaxie NGC 321.
Das Objekt wurde am 27. September 1864 von dem deutschen Astronomen Albert Marth entdeckt.